# Norra Gällsjön
Norra Gällsjön este o arie protejată (arie specială de conservare — SAC, sit de importanță comunitară — SCI) din Suedia întinsă pe o suprafață de 401 ha, integral pe uscat.

## Localizare
Centrul sitului Norra Gällsjön este situat la coordonatele 61°34′56″N 14°26′32″E / 61.5821°N 14.4421°E.

## Înființare
Situl Norra Gällsjön a fost declarat sit de importanță comunitară în decembrie 1995 pentru a proteja un număr necunoscut de specii din flora spontană și fauna sălbatică aflate în arealul zonei. Situl a fost protejat și ca arie specială de conservare în martie 2011.

## Biodiversitate
Situată în ecoregiunea boreală, aria protejată conține 7 habitate naturale: Cursuri de apă de la nivel de câmpie la nivel montan, cu vegetație Ranunculion fluitantis și Callitricho-Batrachion, Pante stâncoase silicioase cu vegetație casmofită, Mlaștini împădurite, Mlaștini turboase de tranziție și turbării mișcătoare, Turbării Aapa, Lacuri și iazuri distrofice naturale, Taiga vestică.
La baza desemnării sitului se află un număr nedeclarat de specii protejate.